# Нейронная сеть Хэмминга
Нейро́нная сеть Хэ́мминга — вид нейронной сети, использующийся для классификации бинарных векторов, основным критерием в которой является расстояние Хэмминга. Является развитием нейронной сети Хопфилда.
Сеть используется для того, чтобы соотнести бинарный вектор {\displaystyle x=(x_{1},x_{2},x_{3},...,x_{m})}, где {\displaystyle x_{i}=\{-1,1\}}, с одним из эталонных образов (каждому классу соответствует свой образ), или же решить, что вектор не соответствует ни одному из эталонов. В отличие от сети Хопфилда, выдаёт не сам образец, а его номер.
Сеть предложена Ричардом Липпманном в 1987 году. Она позиционировалась как специализированное гетероассоциативное запоминающее устройство.

## Архитектура

Схема сети Хемминга

Сеть Хэмминга — трёхслойная нейронная сеть с обратной связью. Количество нейронов во втором и третьем слоях равно количеству классов классификации. Синапсы нейронов второго слоя соединены с каждым входом сети, нейроны третьего слоя связаны между собой отрицательными связями, кроме синапса, связанного с собственным аксоном каждого нейрона — он имеет положительную обратную связь.

## Обучение сети
Матрица весовых коэффициентов первого слоя получается из матрицы эталонных образов {\displaystyle X} как {\displaystyle w_{ij}={\dfrac {x_{ij}}{2}}}, где матрица эталонных образов — это матрица {\displaystyle K\times M}, каждая строка которой — соответствующий эталонный бинарный вектор.
Функция активации определяется как
{\displaystyle f(s)=\left\{{\begin{matrix}0,&s\leqslant 0,\\s,&0<s\leqslant T;\\T,&s>T\\\end{matrix}}\right.}
где
{\displaystyle T={\dfrac {M}{2}}}
Матрица весовых коэффициентов второго слоя имеет размер {\displaystyle K\times K}, и определяется как
```

  

    

      

        

          

            
[

            

              

                

                  
1

                

                

                  
−

                  
ϵ

                

                

                  
⋯

                

                

                  
−

                  
ϵ

                

              

              

                

                  
−

                  
ϵ

                

                

                  
1

                

                

                  
⋯

                

                

                  
−

                  
ϵ

                

              

              

                

                  
⋯

                

                

                  
⋯

                

                

                  
⋯

                

                

                  
⋯

                

              

              

                

                  
−

                  
ϵ

                

                

                  
−

                  
ϵ

                

                

                  
⋯

                

                

                  
1

                

              

            

            
]

          

        

        
,

      

    

    
{\displaystyle {\begin{bmatrix}1&-\epsilon &\cdots &-\epsilon \\-\epsilon &1&\cdots &-\epsilon \\\cdots &\cdots &\cdots &\cdots \\-\epsilon &-\epsilon &\cdots &1\end{bmatrix}},}

  

```

где {\displaystyle \epsilon \in (0,{\dfrac {1}{K}}]}
Таким образом, обучение производится за один цикл.

## Работа сети
На вход подаётся классифицируемый вектор {\displaystyle {\vec {x^{*}}}}. Состояние нейронов первого слоя рассчитывается как {\displaystyle s_{1j}=w_{ji}x_{i}^{*}}.
Выход нейронов первого слоя получается путём применения функции активации к состоянию, и становится начальным значением соответствующих нейронов второго слоя. Далее, состояния нейронов второго слоя получаются из их предыдущего состояния, исходя из матрицы весовых коэффициентов второго слоя, и процедура повторяется итерационно до стабилизации вектора состояния второго слоя — пока норма разницы векторов двух последовательных итераций не станет меньше определённого значения {\displaystyle E_{max}}(на практике достаточно значений порядка 0,1).
В случае, если в итоге один вектор положительный, а остальные отрицательные, то он указывает на подходящий образец. В случае же, если несколько векторов положительны, и при этом, не один из них не превышает {\displaystyle E_{max}}, то это значит, что нейросеть не может отнести входящий вектор ни к одному из классов, однако положительные выходы указывают на наиболее схожие эталоны.

## Примеры
Сеть может использоваться для распознавания изображений, состоящих лишь из чёрных и белых пикселей, например, индекс, написанный на кодовом штампе конверта.